# 梅德航空
梅德航空（Med Airlines）是一家总部设在摩洛哥卡萨布兰卡的航空公司。该航空公司运营飞往欧洲和西非的货运航空线路。总部设在卡萨布兰卡穆罕默德五世国际机场。

## 历史
梅德航空的航点包括六大洲550个目的地，目前在继续致力于拓展国内和国际交通物流等多种经营策略。